# Printzia
Printzia là một chi thực vật có hoa trong họ Cúc (Asteraceae).

## Loài
Chi Printzia gồm các loài: